# Fernando Errázuriz Sotomayor
Fernando Errázuriz Sotomayor (Rancagua, Reino de Chile, Virreinato del Perú, Imperio español, 1804-1876) fue un político liberal chileno.

## Vida
Fue hijo de Fernando Errázuriz Aldunate quien se desempeñó como senador, Vicepresidente de la República en 1831 y de María del Carmen Sotomayor Elzo. Se enlazó con su prima Rosa Ovalle Errázuriz, quienes procrearon a Micaela, Natalia y Matilde.
Propietario de parte de la hacienda Tagua Tagua, donde hoy se encuentra la comuna de San Vicente de Taguatagua, la cual la dejó a cargo de su hermano mayor, Francisco Javier Errázuriz Sotomayor, quien ordenó la evacuación de las aguas y encontraron los restos arqueológicos de grandes mamíferos prehistóricos.
Militante del Partido Liberal, el día 3 de junio de 1861 se incorporó como senador suplente por la provincia de Coquimbo entre los años 1861 a 1870 e integró las Comisiones Permanentes de Educación y Beneficencia y de Guerra y Marina.